# Zsámbokréthy Lajos
Nyitrazsámbokréti Zsámbokréthy Lajos László (szlovákul Ľudovít Ladislav Žambokréty; Nemesmogyoród, 1844. november 27. – Puhó, 1911. június 25.) népművelő, evangélikus lelkész.

## Élete
Zsámbokréthy István és Krizsan Terézia fia. A Pozsonyi Evangélikus Líceumon tanult, a teológiát Bécsben végezte. Kohanócon volt segédlelkész, majd 1875-től haláláig Puhón lett lelkész és dékán. A puhói templom építtetésében szerzett érdemeket. 
Nemzetébresztő és szerelmi költeményeket írt, többek között a Junoš, Sokol és Orol című lapokba. Tanulmányai után a népművelés és a publicisztika felé fordult, azon belül az állatorvoslás és a pomológia érdekelte. Több gyümölcsfaiskola létrehozásában vett részt. Az illavai és puhói járás gazdasági egyletének egyik vezetője volt. Németből és magyarból is fordított. Egyházi tematikájú írásokat is közölt.
Felesége Draskóczy Auguszta, lánya Kornélia, Karol Emil Štúr (1867-1925) szlovák ügyvéd, nemzetébresztő, evangélikus lelkész felesége volt. A puhói temetőben nyugszik.

## Művei
- 1872 Malá apatéka.
- 1878 Ein kleiner Uberblick uber die Geschichte der Evang. a. c. Kirchengemeide in Puchó. Trencsén.
- 1897 Summa dějin cirkve evanjelické v Uhrách. Trnava.
- 1899 Az Úr szent evangelistáinak és apostolainak rövid életrajza. Nagyszombat. (szlovákul)
- 1903 Krátky návod k vyučovaniu konfirmandov. Turčiansky sv. Martin.